# معركة حقل الخبز
معركة حقل الخبز وقعت في 13 أكتوبر 1479م بمكان يسمى حقل الخبز في شيبوت برومانيا بين قوات الدولة العثمانية والأفلاق ضد مملكة المجر وإمارة صربيا، حققت فيها مملكة المجر نصراً هاماً على العثمانيون.